# Inundační most v Postoloprtech
Inundační most v Postoloprtech je silniční přemostění zátopového území a řeky Ohře na katastrálním území Postoloprty a Skupice u Postoloprt v okrese Louny. Jde o soustavu čtyř mostů v celkové délce přes 800 m. Celek byl zapsán do Ústředního seznamu kulturních památek ČR.

## Historie
Most byl postaven na důležité císařské silnici tzv. lipské vedoucí z Prahy přes Slaný – Louny – Chomutov do Lipska, která byla budována v letech 1753–1757. Vedla přes širokou zátopovou oblast obou břehů řeky Ohře. V roce 1845 byla zahájena stavba inundačních mostů v kombinaci s náspy a řetězového mostu přes Ohři. Stavba mostů, která byla financována státem, byla dokončena v roce 1853. Řetězový most byl nahrazen v letech 1908–1909 betonovým mostem. V letech 1995–1996 proběhla oprava mostů. Hlavní dopravní cesta byla v osmdesátých letech 20. století přesunuta na silnici I/7 – nově vybudovaný obchvat Postoloprt a místo ní je málo frekventovaná silnice III. třídy (Husova ulice).

## Popis

### První most
Na levém břehu řeky Ohře od Pospoloprt byl postaven kamenný most z lomového kamene s devíti segmenty. Osm pilířů je postaveno z opracovaných kvádrů, mají zaoblené nárožníky, které jsou ukončeny římsou na níž je kulová výseč.

### Druhý most
Přes řeku Ohři vedl dřevěný most, který byl nahrazen řetězovým mostem. V letech 1908–1909 byl dosluhující a vlivem zvyšující se zátěže dopravy opotřebovaný most byl nahrazen betonovým mostem. Je tvořen třemi segmentovými betonovými oblouky, které nasedají na dva mírně kónické pilíře z kvádrů a dvě příbřežní opěry. Krajní oblouky mají rozpětí 28,1 m, střední má rozpětí 31,4 m, tloušťka klenby je 700 mm. Čela oblouků jsou zdobena geometrickým dekorem. Celý most je 102 m dlouhý. Autorem návrhu je Ing. Karel Herzán (1869–1940). U pravobřežní opěry se nachází objekt lehkého opevnění.

### Třetí most
Inundační most se nachází na pravobřežní straně Ohře a je řešen obdobně jako most první. Pět mostních oblouků nasedá na čtyři zděné pilíře. Mostní parapety jsou zděné s zaobleným zakončením.

### Čtvrtý most
Inundační most pokračuje za třetím inundačním mostem, má osm pilířů a devět oblouků. Konstrukční řešení je obdobné jako u prvního mostu. Mostní parapety jsou zděné, zakončené čtvercovými betonovými deskami. Třetí a čtvrtý most byl pokrytý betonovým torketem.

## Galerie

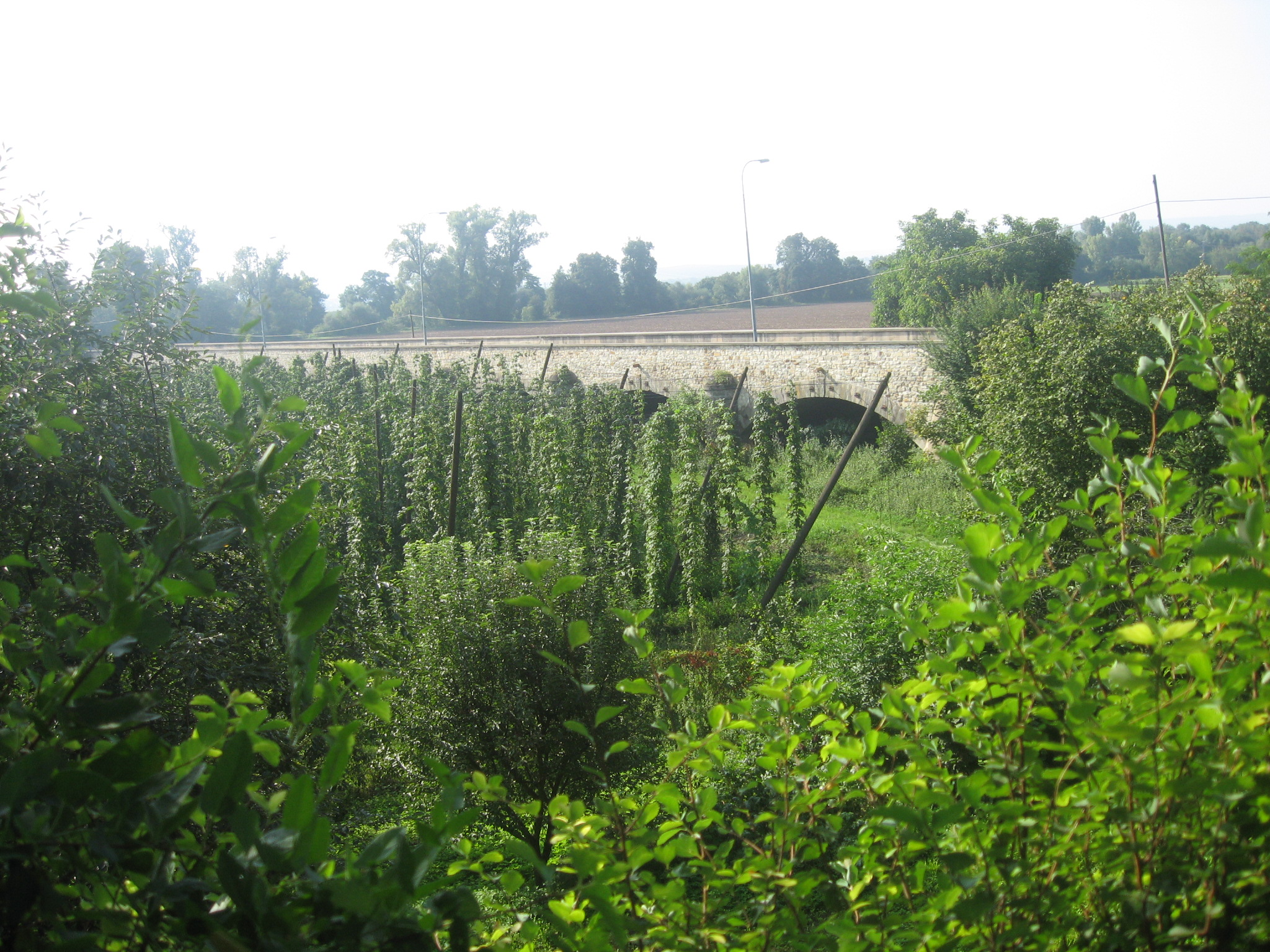
První most
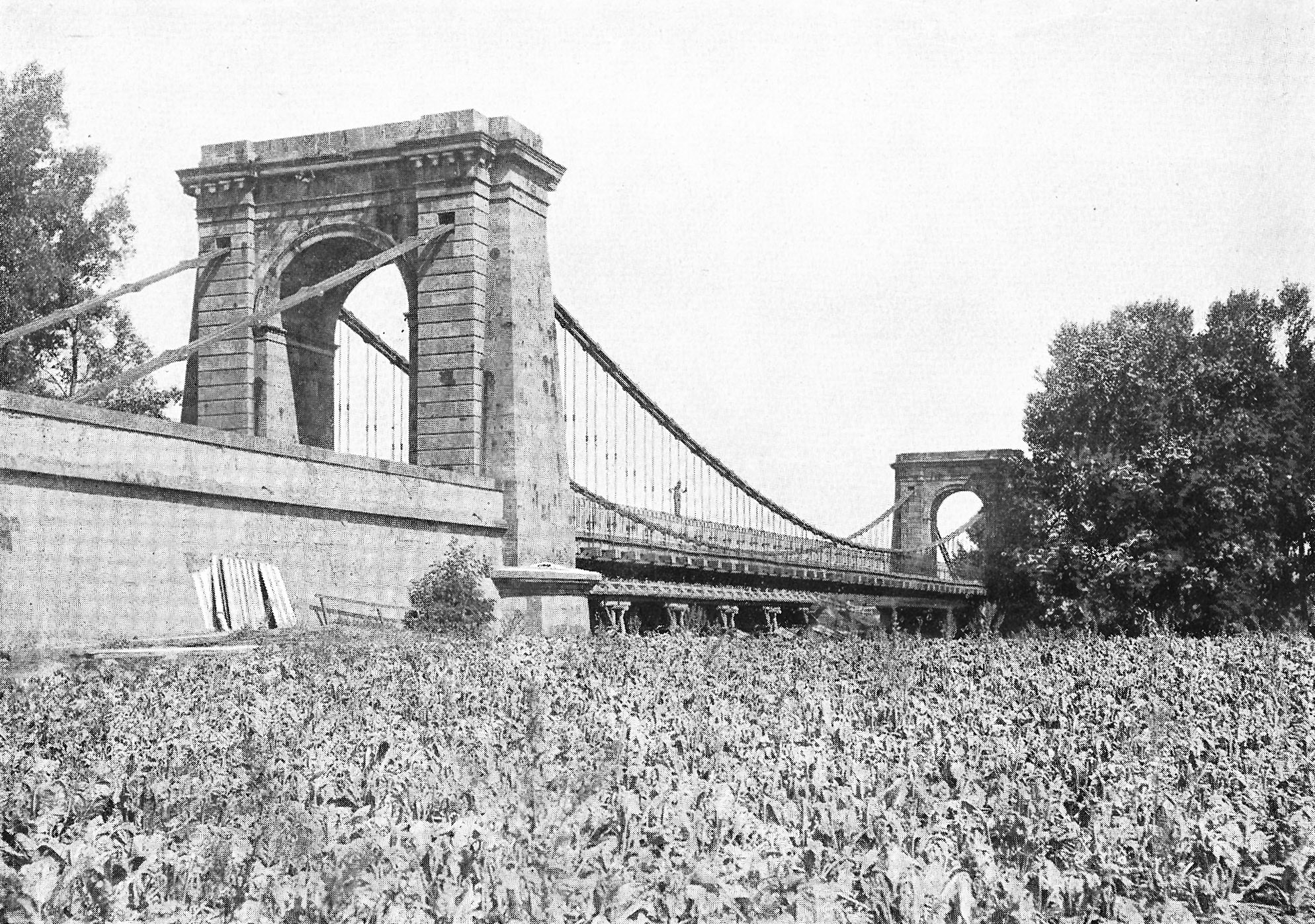
Řetězový most
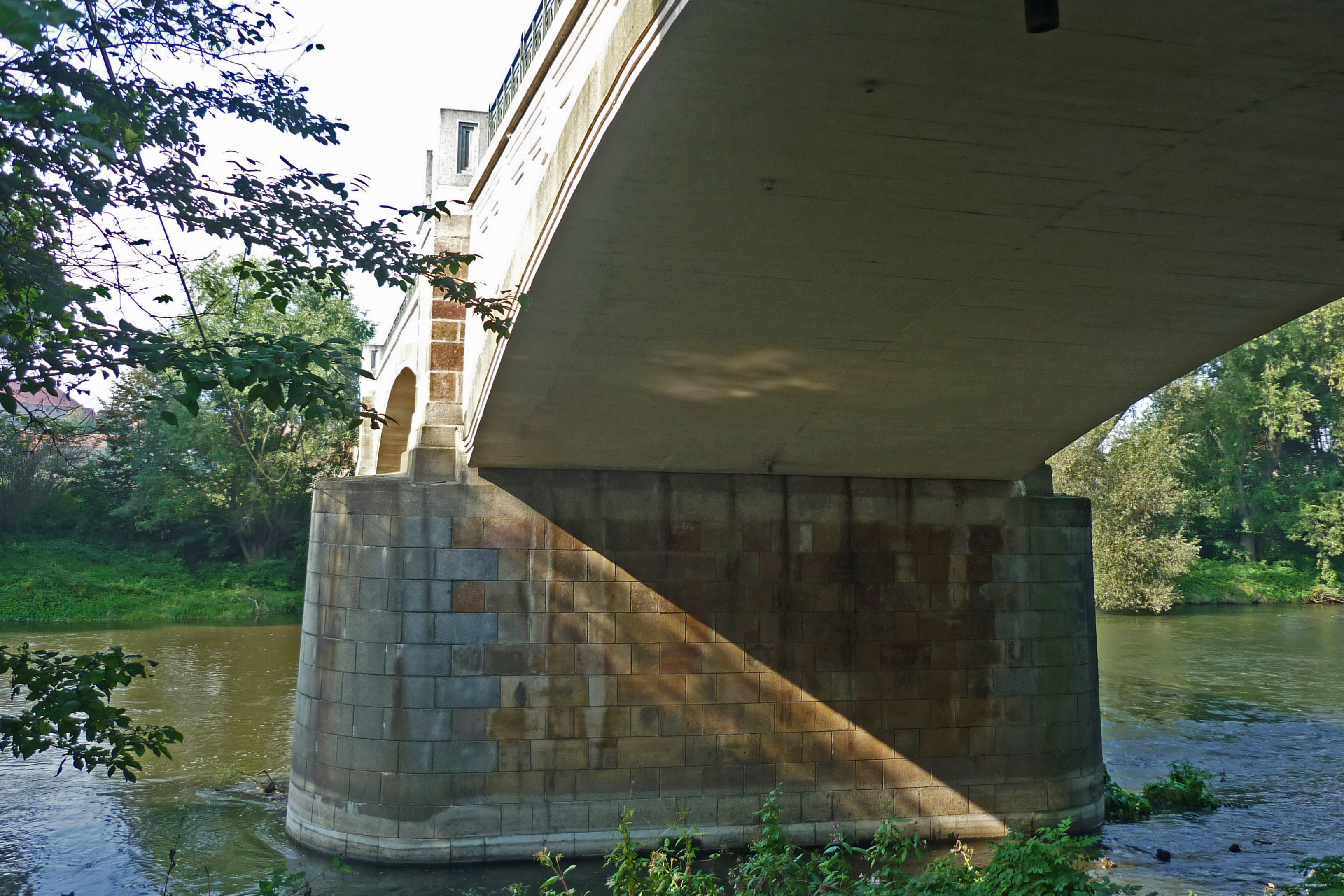
Most přes Ohři
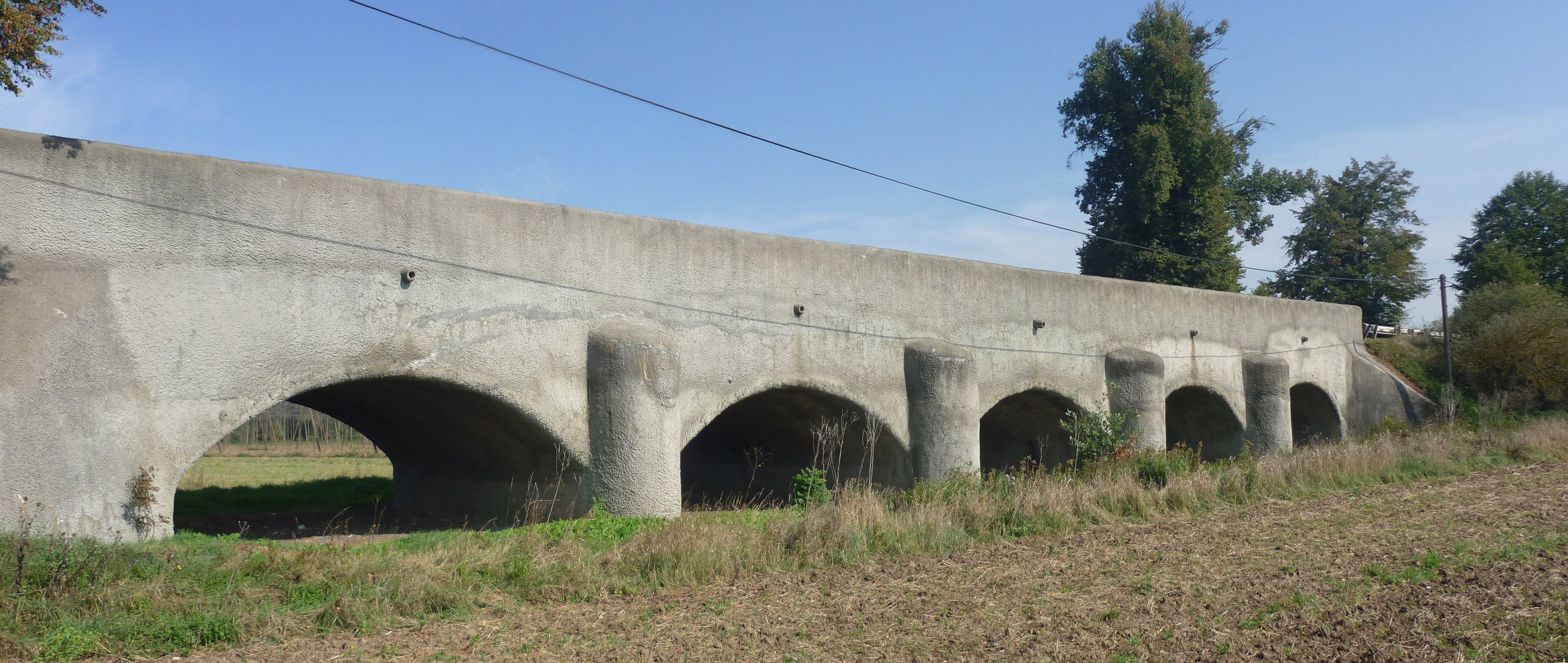
Třetí most